# 川島郁夫
川島 郁夫（かわしま いくお、1953年5月 - ）は、日本の中国文学者。専門は、中国近世文学。東京外国語大学名誉教授。

## 略歴
- 1976年3月 - 東京外国語大学外国語学部中国語学科卒業
- 1979年3月 - 東京大学文学部中国語中国文学専修課程卒業
- 1982年3月 - 東京大学大学院人文科学研究科中国語中国文学専修課程修士課程修了
- 1987年3月 - 東京大学大学院人文科学研究科中国語中国文学専修課程博士課程退学
- 1987年4月 - 神田外語大学外国語学部 講師
- 1992年4月 - 同 助教授
- 1998年4月 - 東京外国語大学外国語学部 助教授
- 2006年4月 - 同 教授
- 2009年4月 - 東京外国語大学総合国際学研究院 教授（言語文化部門・文化研究系、大学院重点化に伴う配置換え）
- 2019年3月 - 東京外国語大学定年退職、名誉教授

## 研究業績
- 村樂堂劇注釈、中国俗文学研究19、1-47、2007年
- 明清白話小説中の“V+不得”、中国語526 、26-31、2003年
- 元劇『金鳳釵』小考、中国俗文学研究15、86-101、1998年